# Donald W. Riegle

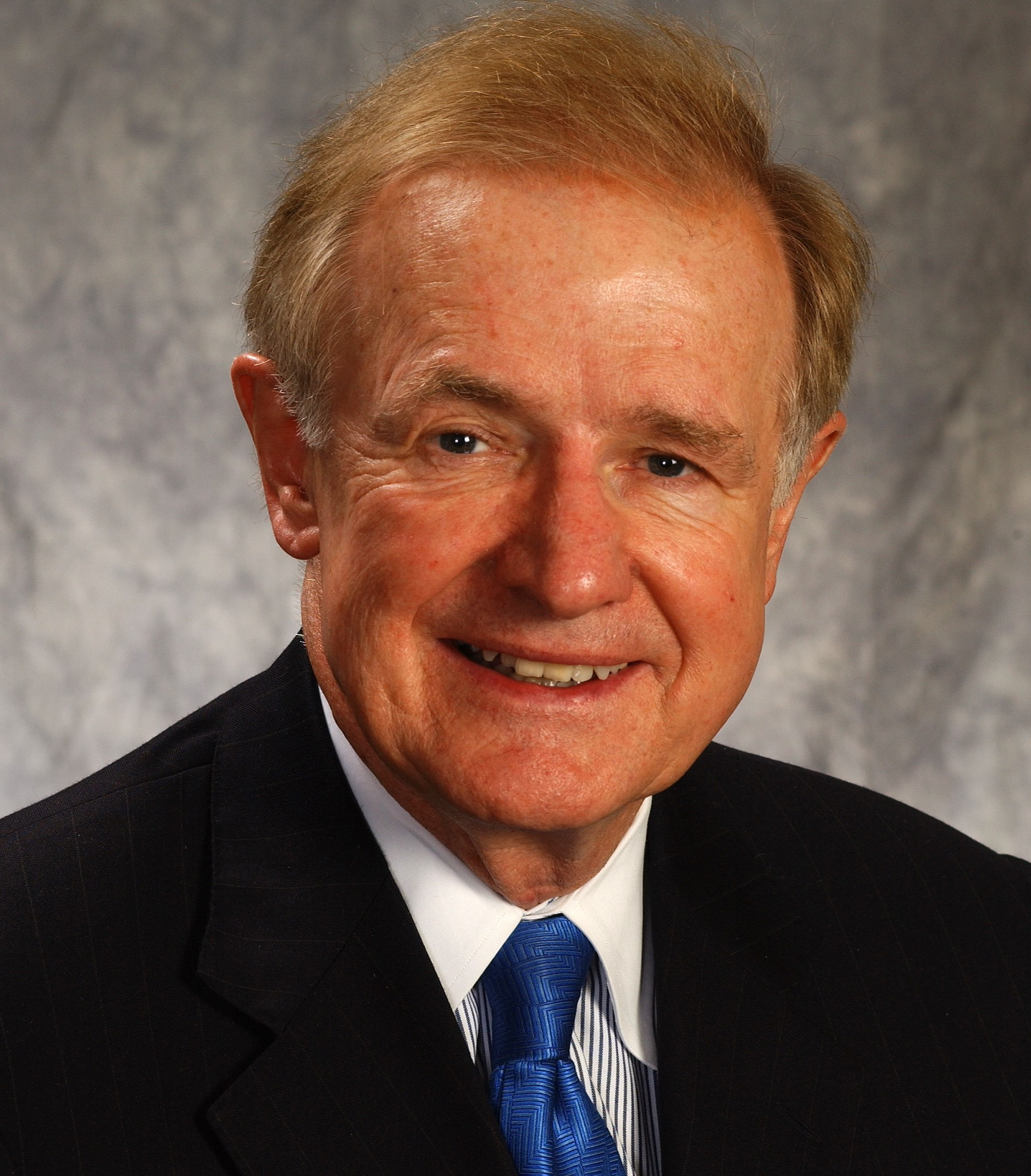
Donald W. Riegle

Donald „Don“ Wayne Riegle Jr. (* 4. Februar 1938 in Flint, Michigan) ist ein US-amerikanischer Wirtschaftsmanager, Politiker der Demokratischen Partei und war sowohl Abgeordneter des US-Repräsentantenhauses als auch langjähriger US-Senator für Michigan.

## Biografie
Nach dem Abschluss der Flint Central High School 1956 studierte er zunächst am Flint Junior College und anschließend an der Western Michigan University. Danach studierte er an der University of Michigan, die er 1960 abschloss. Ein darauffolgendes postgraduales Studium an der Michigan State University beendete er 1961. Schließlich absolvierte er noch ein weiteres Postgraduiertenstudium an der Harvard Business School.
Als Kandidat der Republikanischen Partei wurde er 1966 zum Abgeordneten des US-Repräsentantenhauses gewählt und vertrat dort nach mehreren Wiederwahlen von 1967 bis 1976 die Interessen des 7. Kongresswahlbezirks von Michigan. 1973 wechselte er zur Demokratischen Partei. Nach dem Tod von Senator Philip Hart am 26. Dezember 1976 wurde der bereits zuvor gewählte Donald W. Riegle als dessen Nachfolger vorzeitig Inhaber des Ersten Senatssitzes (Senator Class 1) für Michigan. In dieser Funktion wurde er 1982 und 1988 wiedergewählt und war somit bis 1995 Vertreter Michigans im US-Senat.
Als Mitglied der sogenannten Keating Five gehörte er neben den demokratischen Senatoren Alan Cranston (Kalifornien), Dennis DeConcini (Arizona) und John Glenn (Ohio) sowie dem Republikaner John McCain (Arizona) zu den fünf Senatoren im US-Senat, die im Jahr 1989 der Korruption beschuldigt wurden. Dies löste als Teil der sogenannten Savings-and-Loan-Krise Ende der 1980er und Anfang der 1990er einen großen politischen Skandal aus. Trotz dieser erheblichen Vorwürfe beendete er zwar seine Wahlzeit, verzichtete jedoch anders als Glenn und McCain auf eine erneute Kandidatur. Ausschlaggebend dafür war, dass eine Ethik-Kommission des Senats feststellte, dass er, DeConcini und Alan Cranston Einfluss auf die Untersuchung genommen hatten, während Glenn und McCain von den Vorwürfen freigesprochen wurden.
Ungeachtet dieser Vorwürfe blieb er von 1989 bis zu seinem Ausscheiden aus dem Senat 1995 Vorsitzender des Senatsausschusses für Banken, Wohnungsbau und urbane Angelegenheiten (US Senate Committee on Banking, Housing, and Urban Affairs). 
Später ging er in die Privatwirtschaft und ist dort seit 2001 als Vorstandsmitglied des Versicherungskonzerns WellPoint Health Networks tätig. Darüber hinaus engagiert er sich in der Bilderberg-Konferenz sowie im Council on Foreign Relations. Schließlich wurde er auch Mitglied des Beratungsgremiums der Close Up Foundation, einer Organisation zur Information und Beteiligung von Bürgern in der Demokratie.